# Spielmannszug

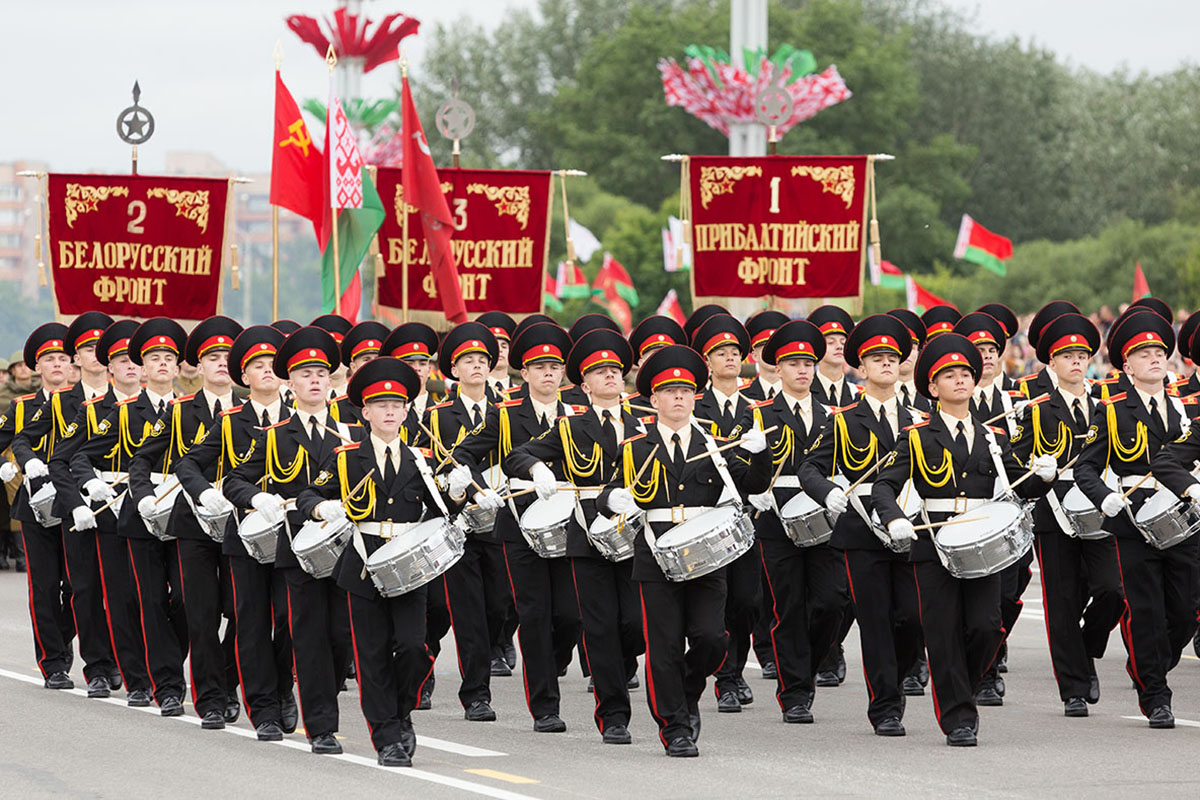
Schlagzeuger der Minsker Suworow-Militärschule auf der Allee während einer Parade, 2017

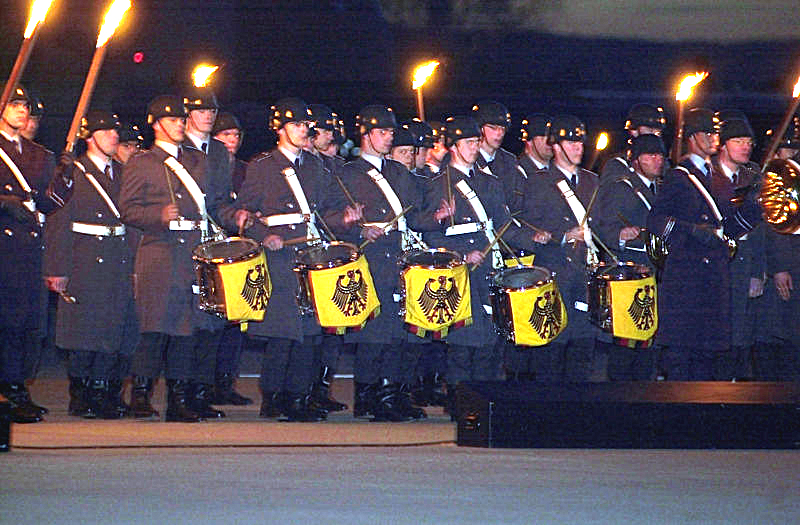
Spielmannszug eines Musikkorps der Bundeswehr beim Großen Zapfenstreich, 2002

Ein Spielmannszug oder Tambourkorps bezeichnet im engeren Sinn eine Musikgruppe, bestehend aus Marschtrommeln, klappenlosen Querflöten, Lyren, Großer Trommel und Becken. Er wurde vorwiegend in der Marschmusik und für Signale eingesetzt. Heute werden vielfach auch Konzertflöten, unterschiedliche Perkussionsinstrumente und Stabspiele (Marimba, Glockenspiel) eingesetzt. Manche Spielmannszüge haben ihr Repertoire erweitert und verstehen sich als Flötenorchester. Sie spielen Arrangements moderner Unterhaltungsmusik und teils auch Originalkompositionen.
Als Tambourkorps bezeichnete man ursprünglich eine reine Trommlergruppe. So wird der Spielmannszug, zu dem das Tambourkorps heute synonym geworden ist, von einem Tambourmajor geleitet. Dazu gibt dieser während des Marsches mit dem sogenannten Küs Kommandozeichen. Dabei handelt es sich um einen Stab mit einer Spitze an einem und einer Kugel am anderen Ende.
Spielmannszüge können allein oder zusammen mit anderen Musikgruppen, wie Blasorchestern eingesetzt werden. Umgangssprachlich wird der Begriff Spielmannszug auch für solche Kombinationen verwendet, dann ergeben sich Abgrenzungsschwierigkeiten zu Blasorchestern, Fanfarenzügen und Trommlerkorps.

## Geschichte des Spielmannswesens
Der Ausdruck Spielmann und das Pfeiferrecht lässt sich bis ins 8. Jahrhundert zurückverfolgen. Aufzeichnungen aus dem 13. Jahrhundert ist zu entnehmen, dass Flöte und Trommel gemeinsam gespielt wurden (ein „Spyl“). Horn-, Flöten- und Trompetensignale sind schon frühzeitig aus dem Militärwesen bekannt (siehe Fanfare (Signal)). Aufmärsche, Gefechts- und Alarmübungen wurden im Gleichschritt vorgenommen, unterstützt durch das Spielen von Flöten und anderen Blasinstrumenten sowie den Trommelschlag.
Im deutschen Heer des späten 19. Jahrhunderts umfasst der Spielmannszug die Tamboure und Hornisten der Infanterie, die Signale zu geben und Märsche zu spielen hatten. Jede Kompanie hatte zwei Tamboure und zwei mit Hörnern und Querpfeifen ausgerüstete Hornisten. Spielleute bei der Kavallerie wurden Trompeter genannt. Besonders in den ehemals im 19. Jahrhundert französisch besetzten Gebieten Deutschlands ist in Anlehnung an die vorgenannten französischstämmigen Begriffe als Bezeichnung für Spielmannszüge auch der Begriff Tambourchor oder Tambourcorps anzutreffen.
Mit den aufkommenden Turnfesten und den damit verbundenen Umzügen wurde auch die Spielmannsmusik zu einem festen Bestandteil dieser Feste. Sie entwickelte sich damit vom militärischen Ursprung der Marschunterstützung hin zum konzertanten Musizieren. Eine besondere Förderung erfuhr das Spielmannswesen im Arbeiter-Turn- und Sportbund (ATSB), der im Jahre 1893 das Spielmannswesen in sein Gründungsprotokoll aufgenommen hat. 1922 traten 220 Hamburger Spielleute in einheitlicher weißer Kleidung erstmals als geschlossenes Korps beim 1. Bundesfest des ATSB in Leipzig auf. 1925 begann die Pflege konzertanter Musik in verschiedenen Spielmannszügen. Im gleichen Jahr umrahmten 2.000 Spielleute die 1. Arbeiter-Olympiade in Frankfurt/Main musikalisch, 1926 erfolgte die Eröffnung der ATSB-Bundesturnschule in Leipzig mit 4.200 Spielleuten und beim 2. Bundesturnfest des ATSB 1929 in Nürnberg musizierten bereits 6.500 Spielleute. Ende 1932 waren im ATSB 26.600 Spielleute und 2.500 Blasmusiker organisiert. Mit der Machtübernahme der Nationalsozialisten fand diese hervorragende Arbeit ein jähes Ende.
In der Deutschen Turnerschaft (DT) blieb das Spielmannswesen lange Zeit fast bedeutungslos, bis es schließlich 1928 als eigenes Arbeitsgebiet auf Bundesebene erfasst wurde. Ende 1932 waren in der Deutschen Turnerschaft ca. 8.000 Spielleute und Fanfarenbläser organisiert. Die Deutsche Turnerschaft wurde zum Fachamt für Geräteturnen und Sommerspiele im Nationalsozialistischen Reichsbund für Leibesübungen (NSDRL) umgewandelt und löste sich zwangsweise 1936 selbst auf. Damit endete vorerst das Turnerspielmannswesen.
In der Zeit des Nationalsozialismus von 1933 bis 1945 wurden viele Spielmannszüge von der Nationalsozialistischen Partei für ihre Selbstdarstellungs- und Propagandazwecke vereinnahmt. Für die Propaganda der Nationalsozialisten waren die Spielmannszüge von SA und SS von Bedeutung. Aufgetreten sind diese Spielmannszüge bei den Reichsparteitagen in Nürnberg und bei regionalen Veranstaltungen. Der konzertante Bereich trat in den Hintergrund.
Mit Beginn des Zweiten Weltkrieges brauchte man diese Spielmannszüge nicht mehr, außerdem wurden die Musiker als Soldaten eingezogen. Das Spielmannswesen der NSDAP erlosch damit nach relativ kurzer Zeit.
Nach dem Zweiten Weltkrieg fanden sich hauptsächlich in den norddeutschen Landesturnverbänden Spielleute zu Landeskorps zusammen. 1951 entstand daraus das Bundesspielmannskorps des 1950 gegründeten Deutschen Turner-Bundes. Beim Deutschen Turnfest 1953 in Hamburg traten 2.200 Spielleute auf, 1958 in München waren es bereits 3.000.
In der ehemaligen DDR gab es innerhalb des Deutschen Turn- und Sportbundes (DTSB) einen eigenständigen Verband der Turnerspielleute, den Musik- und Spielleuteverband (MSV) in dem nach dem Zweiten Weltkrieg die Tradition der Spielleute aus dem ATSB fortgesetzt wurde. 1990 ist der MSV dem Deutschen Turner-Bund beigetreten.
Auch in den Fachbereichen Musik des Deutschen Schützenbundes und des Deutschen Feuerwehrverbandes sind zahlreiche Spielmannszüge organisiert, teils als reine Spielmannszüge mit Pfeifen und Trommeln, teils als Spielmanns- und Fanfarenzüge.

## Instrumente
Ursprünglich gehören zu den Spielmannszügen Querpfeifen und Trommeln. Seit den Türkenkriegen werden auch die Lyra, das Becken und der Schellenbaum eingesetzt, weshalb man auch von türkischer Musik oder Janitscharenmusik spricht.
Der klassische Spielmannszug begnügt sich mit diesen Instrumenten, wobei an Querpfeifen nur die Sopranflöte benutzt wird.
In Deutschland ist die nach dem Hersteller benannte Sandnerflöte, auch nach dem Modell Zauberflöte genannt, am häufigsten verbreitet. Bis in die 1960er Jahre wurden meistens Flöten aus Grenadill-Holz verwendet. Heute bestehen die Flöten aus Metall oder einer Mischung aus Metall und Holz, wie z. B. die Klingson-Spielmannsflöte.
Ein klassischer Spielmannszug mit erweitertem Flötensatz nutzt auch Diskant- und Altflöten und Tenorflöten. Auch ein erweitertes Schlagwerk mit zusätzlichen Schlaginstrumenten (große Trommel, Pauken, Stabspiele) kommt immer häufiger zum Einsatz.
Um 1954 wurde in der damaligen Bundesrepublik die CES-Stimmung entwickelt, um alte Armeemärsche besser im Zusammenspiel mit Blasmusikkorps zu spielen. International blieb diese CES/FES-Stimmung jedoch einmalig. So blieb man zum Beispiel in der DDR bei der B-Stimmung.
Damit Spielmannszüge auch mit anderen Orchestern gemeinsam spielen können oder Konzertflöten bei sich aufnehmen können, werden vermehrt auch C-Flöten hergestellt.
| Diskant | Fes | F | Es |
| Sopran  | Ces | C | B  |
| Alt     | Fes | F | Es |
| Tenor   | Ces | C | B  |

Wenn die Schlaginstrumente die Hauptrolle übernehmen, wird der Verein Trommlercorps, oder nach nordamerikanischem Vorbild auch Drum Corps, Drumband oder Drumline genannt.
Eine aktuelle Entwicklung ist die Modernisierung des Instrumentariums. Neben den klappenlosen Spielmanns- und Trommelflöten werden, ergänzend oder ausschließlich, Klappenflöten eingesetzt. Mit Querflöten in C und Piccoli in C stehen neue Klangfarben zur Verfügung. Auch Altquerflöten in G und Bassflöten in C werden zunehmend eingesetzt. Das Schlagwerk wird erweitert um Pauken, Drumset und Perkussionsinstrumente (beispielsweise Cymbals, Guiro, Congas). Die Stabspiele werden ergänzt durch Marimba, Xylophon oder Vibraphon. Vermehrt sehen sich Spielmannszüge, die über ein erweitertes Schlagwerk und ausschließlich Flöten in C-Stimmung verfügen, selbst eher als Flötenorchester. Viele Vereine nennen sich entsprechend um.

### Mischung von Spielmannszügen und Fanfarenzügen
Spielmannszüge und Fanfarenzüge wurden beim Militär streng getrennt. Diese Form des Zusammenspiels, das vom musikhistorischen Standpunkt aus gesehen bisher keine Vorbilder hatte, kommt im Österreichischen und Deutschen Spielmannswesen zum Einsatz: eine Mischung von reinen Spielmannszügen mit reinen Fanfarenzügen und somit ein Zusammenspiel von Flöte, Trommel (diverse Ausführungen), Lyra (oder Glockenspiel), Schlagzeug und Blechblasinstrumenten wie Trompete/Fanfare, Sousafon, Horn in Es oder Parforcehorn in Es/B.

## Zugehörigkeit der Spielmannszüge

### Deutschland

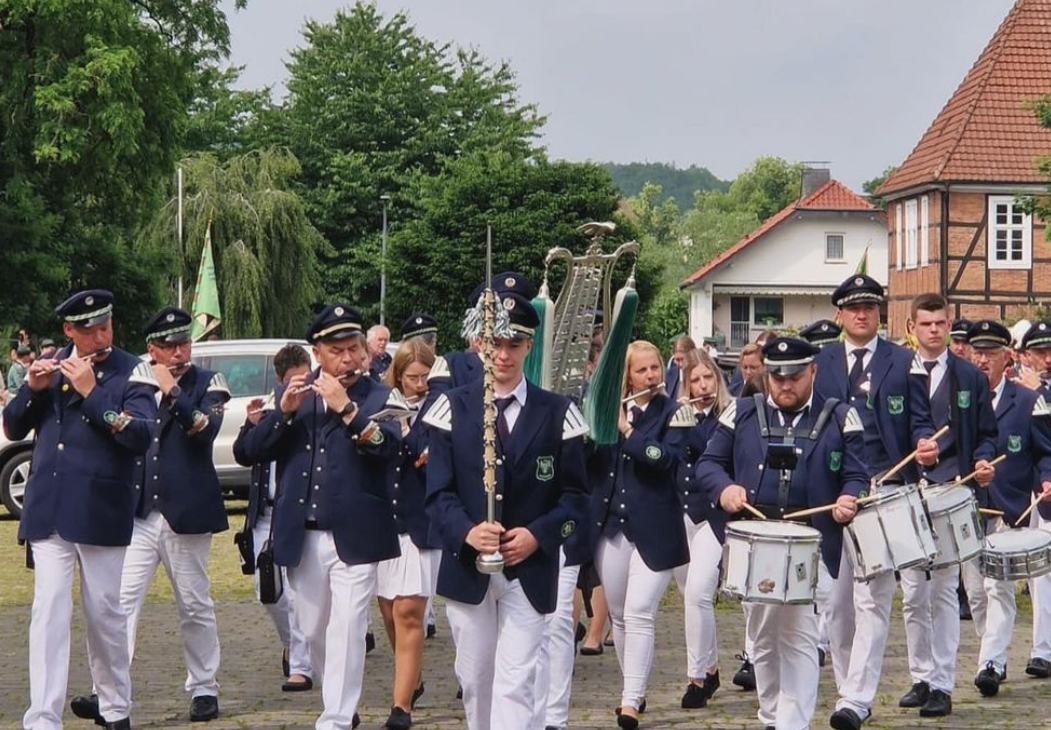
Das Tambourcorps Wewelsburg auf dem Bürener Schützenfest

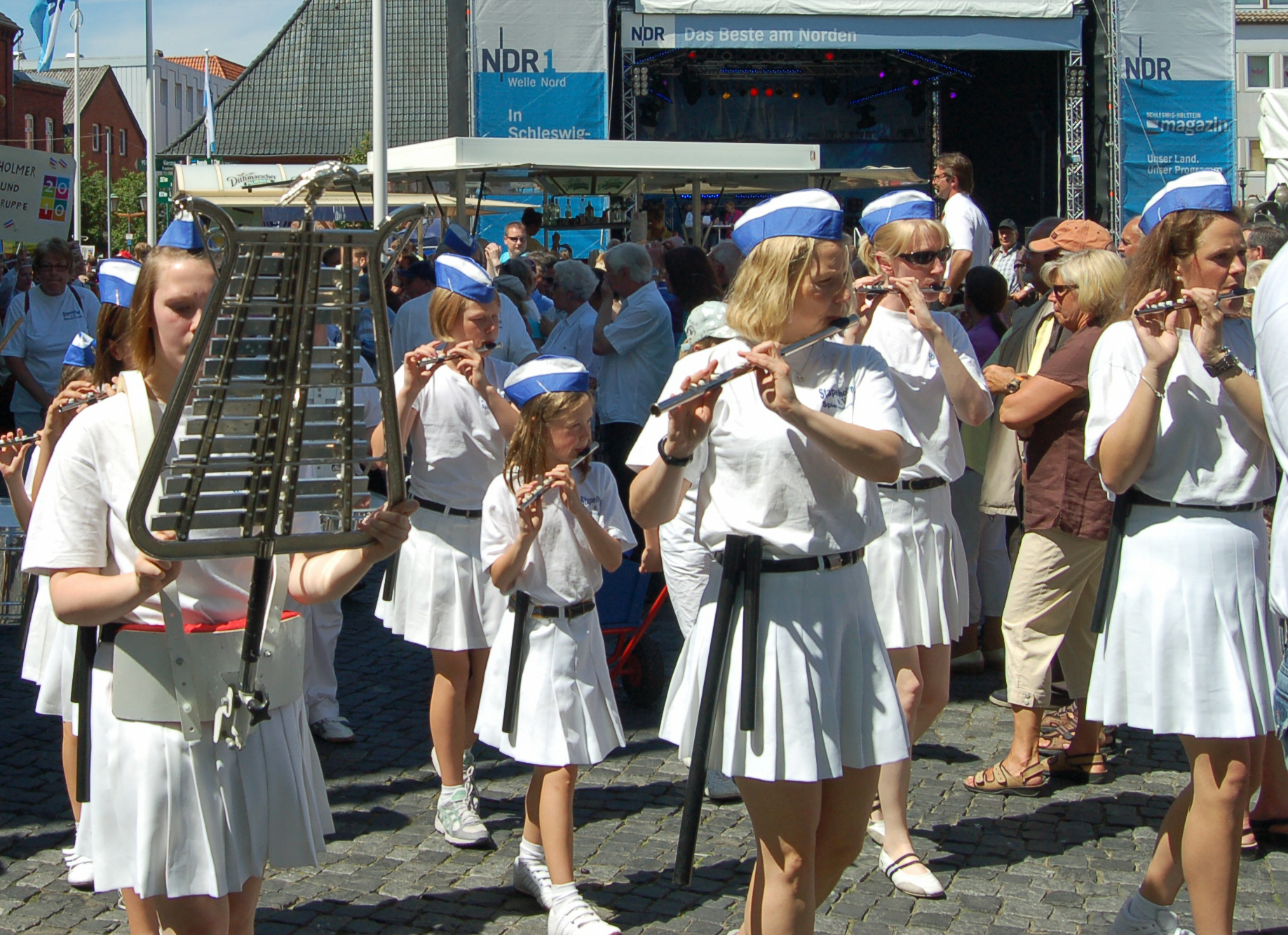
Stapelholmer Spielmannszug beim Schleswig-Holstein-Tag 2010 in Rendsburg

Spielmannszüge gehören häufig Vereinen oder Organisationen an. Die Zugehörigkeit variiert regional, häufiger gehören Spielmannszüge zu:
- Feuerwehr
- Schützenverein
- Turnverein
- Karnevalsverein
- Reitvereinen
- andere Vereine, teilweise einem Spielleute-Verband angehörig (siehe Kategorie:Blasmusikverband)

Diese meisten dieser Verbände sind auf Bundesebene unter dem Dach der Bundesvereinigung Deutscher Musikverbände (BDMV) zusammengefasst und über diese Mitgliedschaft auch dem Internationalen Musikverband CISM angehörig.
Sportspielmannszüge findet man hauptsächlich in Sachsen, Sachsen-Anhalt, Thüringen und Berlin-Brandenburg. Diese Spielmannszüge waren zur Zeit der DDR im DTSB organisiert. Die klassische Uniform ist weiß: weiße Hose, weißes Hemd, schwarze Schuhe. Die Uniformen bayerischer Spielleutegruppen sind oft angelehnt an regionale Trachten oder historische Uniformen oder sind in den jeweiligen Stadtfarben gehalten. Viele Spielmannszüge tragen frei gestaltete Uniformen. Die meisten Spielmannszüge folgen den traditionellen Uniformfarben ihres Verbandes.
Das Verbreitungsgebiet der Spielmannsmusik ist vorwiegend der nördliche Teil Deutschlands. Im südlichen Teil ist vorwiegend die Blasmusik in den verschiedensten Besetzungen beheimatet.
Einige Landesverbände unterhalten Spielmannszüge/Spielleutegruppen als repräsentative Auswahlorchester, deren Mitglieder sich aus Vereinen des jeweiligen Bundeslandes zusammensetzen.
Des Weiteren haben Spielmannszüge eine lange militärische Tradition in Deutschland. Früher besaßen alle Musikkorps im Militärmusikdienst der Bundeswehr einen Spielmannszug. Mit Wegfall der Wehrpflicht wurde dies unwirtschaftlich und ist nur noch den beiden Protokollorchestern Stabsmusikkorps der Bundeswehr aus Berlin und Musikkorps der Bundeswehr aus Siegburg vorbehalten. Deren beide Spielmannszüge ergänzen andere Musikkorps im gesamten Bundesgebiet, wenn dies beispielsweise beim Großen Zapfenstreich unentbehrlich ist.
Spielleute ist der Sammelbegriff für die Amateurmusiker aus den Spielmannszügen, Fanfarenzügen, Spielmanns-/Fanfarenzügen, Schalmeienkapellen/-orchestern, Musikzügen mit überwiegend Flöten- oder Naturtrompetenbesatz, Dudelsackbands und dem relativ neuen Trend Drumbands. Sie können zum größten Teil auch den „Marching-Show-Bands“ zugeordnet werden, d. h. ohne Genreunterschiede musizieren sie in Marsch und/oder Show nach vorgegebenen Kriterien.

### Österreich
Beeindruckt vom Auftreten und Spiel der deutschen Turnerspielleute beim Deutschen Turnfest 1953 in Hamburg beschlossen die österreichischen Teilnehmer, auch in ihren Turnvereinen Spielmannszüge ins Leben zu rufen. Der erste österreichische Spielmannszug wurde 1954 im Turnverein Ried 1848 auf Betreiben von Turnwart Sepp Schendl gegründet. In weiterer Folge kam es zu Gründungen in Gmunden, Salzburg, Wien und Linz. In Österreich gab es im Jahr 2000 jedoch nur etwa 15 Spielmannszüge.
Organisatorisch wurde das Spielmannswesen im Österreichischen Turnerbund 1965 durch die Errichtung eines Bundesfachausschusses für Spielmannswesen im Rahmen des Bundesturnausschusses verankert. Seit 1987 ist es als Fachgebiet direkt im Bundesturnrat vertreten. Die einzelnen Spielmannszüge sind Fachabteilungen der Turnvereine.

### Deutschsprachiges Belgien
Spielmannszüge, in Belgien vereinzelt auch Spielleutevereinigungen genannt, gibt es hier vor allem in der Deutschsprachigen Gemeinschaft. Sie sind dort meist eigenständige Vereine, die nicht von einer Schützen-, Sport- oder Feuerwehrgesellschaft abhängen. Die meisten Spielmannszüge im deutschsprachigen Belgien gehören dem ostbelgischen Musikverband Födekam an, der u. a. die Zusammenarbeit zwischen den einzelnen Vereinen fördert.

## Wettbewerbe
Alle vier Jahre findet der Deutsche Orchesterwettbewerb statt, der vom Deutschen Musikrat ausgerichtet wird, und an dem seit dem Jahr 2000 auch Spielleutecorps teilnehmen können. Dem Orchesterwettbewerb geht eine Qualifikation auf Landesebene voraus.
Aufgrund der zahlreichen Verbände gibt es verschiedene Veranstaltungen, die sich als Deutsche Meisterschaften bezeichnen, so kann jeder Verband seinen „Deutschen Meister“ küren:
- Bundesvereinigung Deutscher Musikverbände e. V.
  - 2007 fand im Rahmen des von der BDMV getragenen Deutschen Musikfestes in Würzburg die erste „Offene, offizielle Deutsche Meisterschaft des BDMV“ statt. Seitdem wird der Wettbewerb alle drei Jahre an wechselnden Orten statt. 2025 wird die Deutsche Meisterschaft im Rahmen des Deutschen Musikfestes in Ulm und Neu-Ulm stattfinden.[veraltet]

Startberechtigt waren alle Spielleutevereine, die ihren Sitz in der Bundesrepublik Deutschland haben und sich im Rahmen der Vorausscheide qualifiziert hatten.
- Deutscher Bundesverband der Spielmanns-, Fanfaren-, Hörner- und Musikzüge e. V.
  - Die „Deutsche Meisterschaft des DBV“ wurde alle zwei Jahre ausgetragen. Teilnehmer mussten sich auf Länderebene qualifizieren. Der Verein wurde 2012 aufgelöst.
- Deutsche Meisterschaft der Sportspielmannszüge
  - Die Meisterschaft findet seit 1996 statt. 1996 und 1998 nannte sie sich noch Deutschlandpokal der Sportspielmannszüge. Es gibt keine Klasseneinteilung, da sich bereits aus dem Namen der Veranstaltung (Sportspielmannszüge) eine Spezifizierung ergibt.